# 고려대학교
고려대학교(高麗大學校, 영어: Korea University, KU)는 대한민국의 사립 종합대학이다. 대한제국 광무 9년인 1905년 이용익이 설립한 한국 최초의 민간인에 의한 근대적 고등교육기관 보성전문학교(普成專門學校)로 출발하였다. 학교 설립 이후 을사조약이 체결되자 이용익이 망명하였고, 천도교 지도자 손병희가 경영권을 이어받았고 김성수가 1932년 경영난에 허덕이던 보성전문학교를 인수하였고 1946년 종합대학으로 승격하며 고려대학교로 개칭하였다. 1952년 12월에는 문과대학을 문리과대학으로 개편하고 1971년에는 우석대학교 의과대학을 흡수 합병해 이공·인문·의예·예체능 관련 학과를 고루 갖추었다. 고려대학교는 독재 정권에 항거하여 1960년 4·19 혁명의 촉매제가 된 4·18 의거를 비롯한 각종 시위의 중심에 서기도 하였다. 박정희 대통령이 1975년 4월에 공포한 긴급조치 제7호는 고려대학교만을 대상으로 시행했다.
상징 동물은 호랑이, 교색(校色)은 크림슨, 교목(校木)은 잣나무, 교훈(校訓)은 ‘자유·정의·진리’(라틴어: Libertas, Justitia, Veritas)이다. 약칭으로 고대(高大)라고 부른다.

## 연혁

### 고려대학교의 모태
고려대학교의 모태는 대한제국 내장원경 이용익이 1905년에 설립한 보성전문학교다. 1932년 동아일보 창업자 김성수가 학교를 인수했고 1934년에는 안암동의 현재의 자리로 학교를 옮겼다. 1944년 일제가 학교 이름을 경성척식경제전문학교로 변경했다.

### 광복 이후

#### 종합대학으로 승격과 우석대학교 의과대학의 흡수·합병
1945년 해방 후 교명을 보성전문학교로 환원하고, 1946년에는 종합대학으로 승격을 인가 받으며 동시에 보성전문학교를 고려대학교로 개칭했다. 해방 이듬해인 1946년에 본교는 애기능 인근 부지를 매입하였으며 이는 후일 이곳에 이공계캠퍼스가 자리 잡는 기반이 된다. 1971년 12월에는 1970년에 시작된 장기발전계획에 따라 우석대학교 의과대학을 흡수 및 합병하였다.

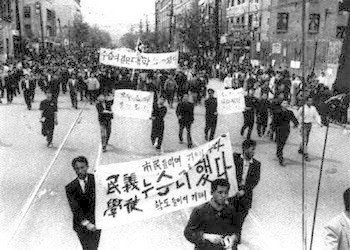
4·18 피습사건은 4·19 혁명 발발의 도화선이 됐다.

#### 반복적인 시위와 잦은 휴교 사태
1960년 4월 11일 3·15 부정선거와 관련한 마산 시위에서 실종된 김주열 시신을 마산 앞바다에서 발견하면서 5개 단과대학 운영위원장들의 주도로 수많은 학생들이 ‘마산사건의 책임자를 즉시 처단’을 요구하며 장외시위를 벌였으나, 돌아오는 길에 신도환의 대한반공청년단 소속 폭력배들에게 피습을 당하여 4·19 혁명의 도화선이 됐다. 매년 4월 18일에 4·18 의거로 기록하며 독재정권에 맞선 선배들의 정의로운 행동을 계승하기 위해 ‘4·18 구국대장정’ 행사를 연다. 구국대장정 행사에 관한 자세한 설명을 보려면 연례 행사 단락을 참조하도록 한다.
1960년대와 1970년대는 휴교 사태가 빈발한 시기이기도 하다. 1965년 9월 4일에는 한일협정 반대시위 사태로 무기한 휴업 명령을 받았으며, 1971년 10월 15일에는 27일 간의 강제 휴교 조치를 동반한 교내 군 투입 및 위수령 조치를 단행하였다. 1975년 4월, 당시 정부는 유신헌법 철폐 시위의 중심이었던 고려대학교만을 대상으로 긴급조치 제7호를 발동하였다. 제5공화국이 들어선 이후에도 독재정권을 향한 학생들의 시위는 계속됐다.

#### 교육시설의 확충
창립 30주년 기념사업으로 중앙도서관 구관이 1935년에 착공하여 1937년에 개관한 데 이어 1975년에는 창립 70주년을 기념하기 위해 중앙도서관 신관을 신축하여 1978년 3월에 개관하였다. 1973년 10월 서독 정부의 무상원조에 의해 농과대학 캠퍼스를 준공하였고 1977년부터 활용 시작하였다. 한편 1978년 5월 착공한 기숙사를 1979년 11월에 준공하였고 이듬해인 1980년 3월에 개관하였다. 한편 당국의 수도권 인구분산 정책에 따라 1980년 1월에 8개 학과, 초기 정원 400명 규모의 조치원분교 설립이 인가됐는데 이것이 현재의 세종캠퍼스가 탄생하는 계기이다.

### 2000년대 이후

#### 졸업요건의 변화
2000년대에 들어서자 세계화 되는 추세에서 고려대학교 졸업자의 실력은 세계적인 수준에 맞추어야 한다는 ‘Global KU 프로젝트’ 등의 영향으로 졸업요건을 대폭 강화하는 등의 변화가 있었다. 2000년 3월 신입생부터는 졸업 인증제도로 TOEIC 및 TOEFL 등 공인영어시험 성적을 일정 수준을 얻어야 졸업이 가능하다. 2004년 3월 신입생부터는 한자 2급 수준으로 졸업요건을 신설했으나 2011년 들어 일부 학과들이 이 요건을 폐지하였다. 또한 2004년 3월 신입생부터는 심화전공이나 이중전공, 연계전공, 이렇게 세 가지 항목 가운데 한 가지를 의무적으로 선택하여 학생설계전공으로 세분화하는 제2 전공을 의무적으로 이수해야 졸업할 수 있다.

#### 개교 100주년 기념사업
2005년은 고려대학교 개교 100주년 기념해였으며 같은 해 5월 5일에는 개교 100주년 기념식을 거행했다. 개교 100주년 기념사업과 관련하여 2003년에 ‘개교 100주년 기념사업회’가 출범 및 지층에 7천평 규모의 1백주년 기념관에는 박물관과 디지털 도서관을 건립 하는 등 교내에서 다양한 기념사업들을 추진했다. 한편 고려중앙학원에서는 개교 100주년 기념사업으로 3대 마스터플랜을 기획, 중앙광장과 백주년기념관, 화정체육관을 건립할 계획을 세웠으며 이 가운데 중앙광장이 2002년 3월에 가장 먼저 만들어졌다. 이후 백주년기념 삼성관과 화정체육관을 각각 2005년, 2006년에 건립했다.

## 위상

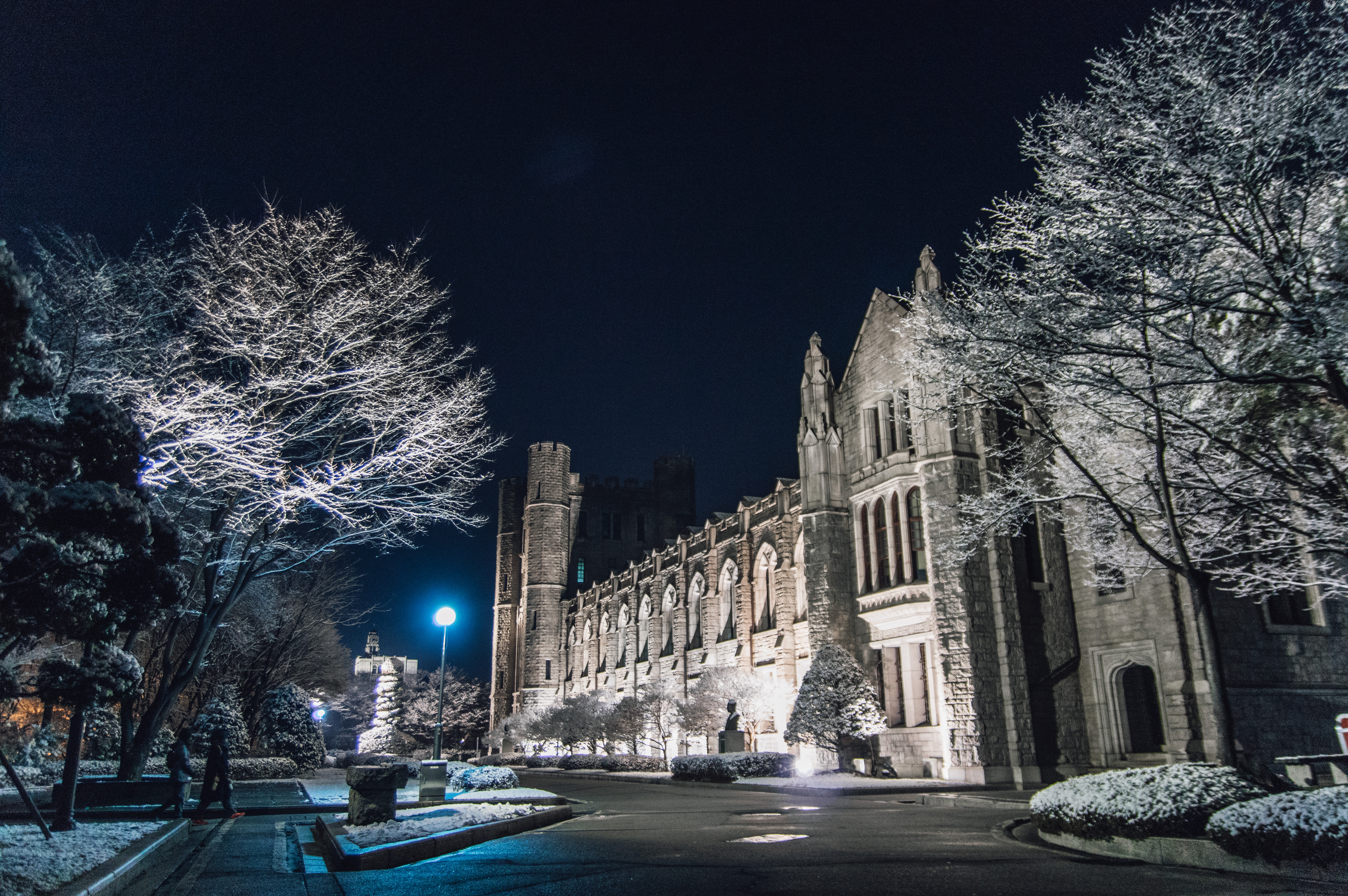
고려대학교 서울캠퍼스 중앙도서관의 야경

### 세계 대학 순위 평가
어윤대 총장의 재임기간 동안 고려대학교는 2006년 영국 《타임즈》지가 발표한 세계대학순위에서 종합 150위에 오르는 등 많은 성과를 기록하였다. 사회과학·경영, 인문·예술, 자연과학, 생명과학·의학, 공학·기술 분야에서 조사를 시행한 ‘2012 조선일보·QS 아시아대학평가’에서 고려대학교는 경영학, 법학, 행정학, 교육학 등이 포함되는 사회과학 분야에서 아시아 12위를 차지한 바 있다. 한편, 고려대학교 경영대학은 2009년 경영대학 평가 전문기관인 에듀니버설이 전 세계 경영대 학장 1000명을 상대로 한 설문조사에서 ‘추천하고 싶은 대학’ 국내 1위에 올랐으며, 2010년 대한민국 경영대 평가 설문 조사에서 1위를 차지한 데 이어 2012년 UTD 랭킹에서는 86위에 올라 대한민국 대학 중에서 1위를 차지하였다. MBA는 교육과학기술부의 BK21 평가에서 2007년부터 2011년까지 5년 연속으로 1위를 차지하였다. BK21의 후속 사업인 BK21 플러스의 2013년 초기 선정 결과도 사업단 수와 지원 금액에서 서울대학교에 이어 2위를 차지하였으며, 특히 공과대학의 모든 분야가 Bk21 플러스에 선정됐다. 대한민국 경영대학 가운데 AACSB와 EQUIS 두 곳의 인증을 최초로 받은 곳 역시 고려대학교다. 2011년에 신규 임용된 42기 사법연수생 가운데 고려대학교 출신자는 189명으로 서울대학교 다음으로 많았다. 2009년에 치러진 51회 사법시험에서는 고려대학교 법과대학에서 155명의 합격자를 내 가장 많은 합격자를 내기도 하였다.

### 세계 대학 평가 기관
고려대학교는 세계에서 가장 유명하고 가장 영향력 있는 3대 세계 대학 평가 기관(중화인민공화국 세계 대학 학술 순위, 영국 QS 세계 대학 순위, 영국 타임스 고등교육 세계 대학 평가를 뜻한다)이 2015년 발표한 세계 대학 순위에서도 우수한 성과를 나타냈다. 중화인민공화국 세계 대학 학술 순위에서 연세대학교, 한국과학기술원, 포항공과대학교, 성균관대학교와 함께 공동 201~300위를 기록했다. 영국 QS 세계 대학 순위에서는 104위로 연세대학교를 제치며 역대 최고 순위를 기록했고, 영국 타임스 고등교육 세계 대학 평가에서는 연세대학교와 공동 200~225위를 기록했다(아시아 대학 순위에서는 26위로, 28위를 차지한 연세대학교를 제쳤다.). 그리고 미국에서 가장 유명한 대학 평가 기관인 US 뉴스&월드 리포트에서는 157위로 대한민국 대학들 중에서는 서울대학교의 뒤를 이어서 2위를 차지했다. 거기다가 상하이 자오퉁 대학이 가장 최근에 발표한 세계 대학 순위에서는 224위로 대한민국 사립대들 중에서는 최고 순위를 기록했다. 2015년 세계대학평가 기관인 QS가 발표한 세계대학평가 학과별 평가에서 고려대학교는 전체 평가 항목 36개 분야 중 20개 학과에서 세계 100위권 이내에 들어 대한민국 사립대 가운데 가장 우수한 성과를 보였다.

### 최근의 세계 대학 평가 결과
2016년 9월 발표한 QS 세계대학평가에서는 전년 대비 6순위 상승한 98위를 기록하며 대한민국 종합사립대학으로서는 가장 먼저 세계 100위 안에 진입한 대학이 됐다. 대한민국의 세계 대학순위 100위권에는 고려대학교 외에도 세 곳득 포함하였으며 국립 대학인 서울대학교, 한국과학기술원, 포항공과대학교 등이다. 2017년 전년 대비 8순위 상승한 90위에 등극하였다. 2018년에는 전년 대비 4순위 향상한 86위에 등극하였다. 2018년 QS 세계대학평가 기준으로 100위 안에 진입한 대한민국 대학은 고려대학교(86위)를 포함해 서울대학교(36위), 한국과학기술원(40위), 포항공과대학교(83위), 성균관대학교(100위) 등 총 다섯 곳이다.

## 개설 학과·전공
학부와 대학원 과정을 모두 개설하였다.

### 학부 과정
2022년 기준으로 본교인 서울캠퍼스에는 12개 단과대학과 분교인 세종캠퍼스에는 5개 단과대학을 설치하였다. 2009학년도부터 법학전문대학원(로스쿨)을 개원하여서 법과대학을 폐지하였으나 대신 자유전공학부를 신설하여 기존의 법학과 신입생 정원을 대체한다. 사이버국방학과는 정보대학 소속 학과로 국방부와 협약하여 2012년에 처음 개설한 학과이다. 컴퓨터교육과 경우 2014학년도를 시작으로 컴퓨터학과로 개편히면서 더 이상 사범대학이 아닌 정보통신대학의 소속으로 변경했다. 일부 학과에서는 학부제로 모집을 하며 학부제로 입학한 학생의 경우 2학년으로 진급하면 자신의 전공을 배정받는데, 전공을 배정하는 기준은 단과대학 상황에 따라 다르게 설정하였다. 학부과정에서는 2004년 입학생부터 심화전공, 이중전공, 융합전공, 학생설계 전공으로 세분화한 제2전공 이수를 의무화했다.
- 융합전공

복수의 학과·학부가 협력하여 개설한 융합전공은 2004년에 처음 도입됐다. 2004학번부터 이수가 의무화 된 제2전공 하나로 선택할 수 있다.

### 대학원 과정
일반대학원과 전문대학원, 특수대학원으로 구분한다. 의학전문대학원 경우 전문대학원 53명을 의학과 53명과 병행하여 임시로 운영하였으나 2015년에 폐지했다. 2009년에 개원한 법학전문대학원은 120명을 배정받았다.

## 교육 방침상의 특징

### 국제 교류
고려대학교의 대표적인 국제 협정 교육기관으로는 고려대의 설립자 인촌 및 고대 초대 총장과 초창기 교직원 절대다수가 졸업하였으며 1973년부터 공식 교류한 (실제 교류는 1920년대부터) 와세다 대학 (早稲田大学)과 1989년부터 교류를 개시한 베이징 대학 (北京大; 북경대) 등이 있다. 와세다와 북경대 모두 고려대와 학사와 석사 복수 학위 등을 제공해 캠퍼스 아시아(Campus Asia) 등으로 혈맹 수준의 복수학위 제도를 실시한다.
국제처에서는 국제 교류의 갈래로 SEP(Student Exchange Program)와 VSP(Visiting Student Program)의 두 종류를 운영한다. SEP는 본교와 학술 교류 협정을 체결흔 외국 대학과 학부 또는 대학원생을 교환하는 프로그램이다. 본교는 해당 학교가 요구하는 자격을 갖춘 자를 교환학생으로 추천하며, 추천된 교환학생에 대한 입학 허가 여부는 해당 학교가 결정한다. 자비유학과 방문학생과 달리 본교에만 등록금을 납부한다는 점이 특징이다. SEP와는 별도로 VSP 또한 국제 교류의 한 형태로 운영한다. 소수의 학교와 별도의 협정을 체결하여 본교의 학생들을 대규모로 파견하는 것이 VSP 프로그램의 요지이다. 캐나다의 브리티시컬럼비아 대학교, 영국의 로얄할러웨이 대학교, 호주의 그리피스 대학교, 미국의 캘리포니아 대학교 데이비스캠퍼스와 펜실베이니아 대학교 등이 그 대상이다. 등록금은 파견학교와 본교에 모두 납부하는 것이 원칙이나, 이 가운데 본교에 납부한 등록금의 대부분은 장학금의 형태로 반환한다. 한편, 일부 단과대학은 본교와는 별도의 교환학생 프로그램을 운영하고 있다.

### Global KU 프로젝트와 한자졸업요건
- Global KU 프로젝트 : 2010년까지 세계 100대 대학 진입을 우선 목표로 하여, 제15대 어윤대 총장이 주도해서 2003년부터 본격 실시했다.[62] 장기적으로 영어강의 확충[63], 해외 대학과의 교류 증진[64], 외국인 교수 채용 확대 등을 목표로 하며, 졸업요건으로 요구하는 토익 점수를 대폭 상승시키고, 2005년 5월에는 개교 100주년을 기념하여 세계대학총장포럼을 개최[65] 하는 등 단기적인 계획도 함께 진행하였다. 현재 공인영어 성적의 일정 수준 이상을 취득해야 졸업이 가능한 상태다.[31] 한편, Global KU 프로젝트와 관련하여 교내에 도입된 영어강의와 관련해서 학교 측에서는 각 단과대의 특성을 고려해 앞으로 영어로 전공 수업 등을 진행하는 영어강의와 관련된 졸업 요건을 단과대별로 완화하거나 강화할 계획이다.[66] 2012년 기준으로 대체로 5개 이상의 영어강의를 수강하면 졸업이 가능하지만, 단과대학에 따라 더 많은 수의 영어강의를 수강하여야 졸업이 가능한 경우도 있다.[67][68]
- 한자졸업요건 : 학부과정에서는 국가 공인 혹은 고려대학교 한자한문연구소 인증 한자 2급 획득 또한 의무화하였으나 법과대학을 시작으로 한자졸업요건은 단과대 자율에 맡기는 방침으로 변경했다. 한자인증을 가장 먼저 폐지한 법과대학과 정보통신대학은 ‘한자인증의 사회적 필요성이 높지 않으며, 이에 학생들이 원하는 공부하도록 하자’라는 설명과 ‘학생들의 부담을 덜어주기 위해서’라는 설명을 한자인증의 폐지 이유로 각각 제시하였다. 그러나 문과대, 공과대, 사범대 등에서는 한자는 꼭 필요한 소양이고, 학과 특성상 이런 기회에 한자인증졸업요건 유지한다는 원칙을 밝혔다.[33]

### 제2 전공의 의무화
제1전공의 심화전공 또는 제2전공의 의무화
2004학년도 학부 입학생부터 적용하는 졸업요구 조건이다. 2004학번 이후의 학부생들은 제1전공과 함께 심화전공이나 이중전공, 융합전공, 학생설계전공으로 분류되는 제2전공 중 하나를 선택해서 이수해야만 졸업할 수 있다. 일부 학과에서는 학부제로 모집하며 학부제로 입학한 학생의 경우 2학년 진급시 자신의 전공을 배정받는다. 졸업학점을 모두 이수함과 동시에 영어강의, 졸업논문이나 공인영어성적, 한자인증과 같이 자신이 이수하는 전공에서 부가적으로 요구하는 졸업요구조건을 모두 충족하는 학생만이 졸업 가능하다. 영어강의 경우 대개 5과목 이상 수강이 졸업요건으로 지정했지만 경영대학 경영학과는 이와 다르게 요건을 정했으므로 자신의 학과가 지정한 요건을 잘 살펴보아야 한다. 또한 학번별로 졸업요건이 다르기도 하므로로 자신에게 해당되는 졸업요건을 면밀히 살펴봐야 한다. 졸업요구학점을 모두 이수하였으나 기타 졸업요구조건을 충족하지 못한 경우 수료상태가 된다. 비록 학칙에서는 전과 제도가 있지만, 현재 전과제도는 시행하지 않는다. 이유는 제1전공 이수학점이 상대적으로 연세대학교보다 10 학점이상 낮아서 연세대학교에서 시행되는 전과 제도를 이용하지 않고도, 복수로 전공이 가능하기 때문이라고 학교 관계자학적·수업지원팀 유신열 과장이 밝혔다.
부전공과 복수전공
2004학번부터 의무적인 제2전공 정책과는 다른 방식으로, 다른 학교에서 흔히 말하는 ‘복수전공’ 또는 이 학교에서 시행하는 '제2전공'과는 다른 제도이다.
- 부전공 : 제1전공을 이수하는 동시에 다른 학과의 전체 전공 이수학점의 일부를 이수, 동일한 졸업장에 부전공(minor) 사실을 기재한다. 제1전공과 유사한 학과 및 법학과는 신청할 수 없으며, 사범대학 입학자만 사범대학 학과를 부전공으로 이수할 수 있다. 2004학번을 기준으로 이수요건에 다소간의 차이가 있다.[75]
- 복수전공 : 복수전공은 기본전공 이수 후 졸업을 유보하고, 또 하나의 전공을 연속해서 이수하여 2개의 학위를 받는 제도로, 제2전공의 일부가 아니다. 제1전공 이수를 끝내고 2학기 또는 3학기를 추가로 이수해야 복수전공 학위 취득이 가능하며, 이 점에서 제1전공과 동시에 이수하여 학위를 받는 이중전공과 다르다. 이중전공과 마찬가지로 졸업증서에 제1전공과 복수전공이 1개의 학위를 표기하지만, 증명발급은 제1전공과 별도로 이루어진다. 제1전공을 이수하면서 복수전공에 해당하는 과목을 부전공의 형태로 이수하였을 경우, 복수전공 진입 후 21학점까지 인정받는다. 이 때 부전공의 효력은 상실된다.[75]

## 캠퍼스 및 학교 소유 시설
서울캠퍼스는 인문·사회계 캠퍼스, 자연계지역, 녹지 캠퍼스, 정릉캠퍼스를 포함한다. 전체적으로 건물 양식이 일관된 형태를 보이고 있으며 어윤대 총장이 재임하던 시기에 3,500억 원의 발전 기금을 유치하고 기업체의 후원을 받아내 교내 전체 건물의 40% 정도를 신축 및 리모델링함에 따라 전체적으로 건물 양식이 일관된 형태이다. 중앙광장과 하나스퀘어가 각각 인문사회계지역과 자연계지역에 위치하여 각 지역의 중심을 이룬다. 세종특별자치시에 위치한 분교인 세종캠퍼스의 건물들 또한 웅장한 분위기의 건물들이 주를 이룬다. 이 두 캠퍼스 이외에 ‘창조캠퍼스’라는 이름으로 제3캠퍼스 설립을 세종캠퍼스에 추가로 추진한다. 제3캠퍼스는 약 52만m2 규모로 한국토지주택공사와 부지매입 협상 중이다. 본교 홈페이지에서는 본교와 분교의 캠퍼스 지도를 모두 확인할 수 있다.

### 서울캠퍼스(본교)

#### 인문·사회계 캠퍼스
중앙광장과 본관이 위치한 지역으로, 본관 ~ 중앙광장 ~ 정문을 중심으로 좌우가 대칭된 구조로 이루어져 있다. 본관과 대학원이 현재 사용하는 구 중앙도서관 건물은 각각 사적 제285호와 제286호로 지정되었다. 구역별로 본관과 중앙광장 주변, 중앙도서관 주변, 민주광장 주변의 세 부분으로 나누나, 여기서는 인문사회계지역의 중심축을 이루는 본관과 그 주변 건물들에 대해서만 살펴보도록 한다.
중심축
- 정문 : 최초의 교문은 교우들의 성금으로 건립하였으며, 교우회측에서는 1965년 10월 11일 정문 앞에서 교문 헌정식을 열었다.[82] 1995년에는 기존보다 더 크게 현재와 같은 교문을 세웠으며, 기존 교문은 세종캠퍼스로 이전했다.[83]

民族(민족)의 힘으로 民族(민족)의 꿈을 가꾸어 온

民族(민족)의 보람찬 大學(대학)이 있어

너 恒常(항상) 여기에 自由(자유)의 불을 밝히고

正義(정의)의 길을 달리고 眞理(진리)의 샘을 지키느니

地軸(지축)을 박차고 咆哮(포효)하거라

너 불타는 野望(야망) 젊은 意慾(의욕)의 象徵(상징)아

宇宙(우주)를 향한 너의 부르짖음이

民族(민족)의 소리되어 메아리치는 곳에

너의 氣槪(기개) 너의 志操(지조) 너의 叡智(예지)는

祖國(조국)의 永遠(영원)한 鼓動(고동)이 되리라 
최초의 교문은 교우들의 성금으로 건립했으며, 교우회측에서는 1965년 10월 11일 정문 앞(현재 4.18기념관 자리)에서 교문헌정식을 열었다. 1971년에 본관과 대운동장을 잇는 중심축 선상에 새로운 교문을 더 큰 규모로 세웠으며. 이전 교문은 구 교문으로 부르기로 하고 같은 자리에 그대로 보존하였다. 구 교문은 1995년 세종캠퍼스로 이전하였다.
- 본관 : 인문사회계 캠퍼스 중심에는 6층 높이 본관이 자리한다. 중앙광장과 더불어 캠퍼스의 중앙에 위치한 본관은 김성수가 1932년 보성전문학교를 인수했을 때 지은 건물로 1933년 9월에 착공하여 이듬해 1934년 9월에 완공됐다. 다른 대학 캠퍼스의 근대 건축물은 대부분 외국인이 설계하였지만, 이 건물 설계는 한국인 건축가 박동진이 맡았다. 그는 본관 이외에도 도서관과 서관, 강당, 제2공학관 등 교내의 여러 건물을 설계하였다.[85] 본관 건물은 ‘배울 학’(學) 자를, 건물 앞에 위치한 정원은 ‘큰 대(大)’ 자를 형상화하고 있다.[86] 고딕 양식의 이 건물은 1981년 9월 25일 사적 제285호로 지정됐다. 본관 양옆으로 오른 편에는 고대 기개를 표현한 호상(虎像)이, 왼편에는 4·19 혁명의 도화선이 된 4·18을 기념하는 4·18 기념비가 자리한다. 4·18 기념비의 비문은 조지훈이 지었다.[87] 호상의 바닥에는 조지훈의 ‘호상비문’(虎像碑文)을 새겼다.[88]
- 중앙광장 : 본관과 더불어 인문사회계 지역 중앙에 자리한 중앙광장은 고려대학교 100주년 기념사업 일환으로 2000년 6월에 착공[89]하여 2002년 3월에 완공했다. 지상에는 5780평의 녹지공간과 잔디광장을 조성하였으며, 지하 1층에는 행정부서와 열람실 및 편의시설, 지하 2층과 3층에는 1000대를 수용하는 주차공간을 조성하였다. 중앙광장을 건설하기 이전에는 대운동장이었다.[90][91][주 2]

중앙도서관과 서관(西館)
- 중앙도서관 구관과 신관 : 중앙도서관 구관은 본관을 중심으로 중앙광장 오른편에 위치하며, 보성전문학교 창립 30주년 기념사업 일부로 1935년에 착공[17]하여 1937년에 개관하였다. 김성수는 도서관 건물의 건립을 포함한 기념사업 자금을 조달하고자 전국을 다니며 직접 모금 운동을 전개하였다.[93] 이 건물은 사적 제286호로 지정돼 있다.[94][95] 1975년에는 개교 70주년을 기념하며 중앙도서관 신관을 신축하였고 1978년 3월에 개관하였다.[9][27][28] 2005년에 리모델링을 실시한 데 이어[39][96] 2010년에도 열람공간의 위치를 변경하는 등의 리모델링을 단행하였다.[97] 중앙도서관 구관과 사범대학본관 사이에 위치한 중앙도서관 신관이 현재 흔히 일컬어지는 중앙도서관이다.
- 교내 분관 : 중앙도서관은 단행본만 160만권 이상[98] 소장하고 있는 도서관이다. 교내 도서관은 중앙도서관, 과학도서관, 학술정보관, 법학도서관, 의학도서관, 세종학술정보원 등 5개 분관으로 구성한다. 중앙도서관은 현재 위치한 중앙도서관 신관과 특수서적을 주로 다루는 중앙도서관 구관, 과학도서관, 해송법학도서관, 학술정보관(CDL)을 총괄하며, 이 중 학술정보관(CDL)은 백주년기념관 내에, 과학도서관은 자연계지역에, 해송법학도서관은 법학관 신관 앞에 자리한다. 과학도서관 단행본실은 1층에 있으며, 인문사회계지역에 위치한 중앙도서관과 마찬가지로 동양서 단행본과 서양서 단행본 모두를 취급한다. 의학도서관은 의과대학 중앙에 위치하고 있으며 의과대학 교우회와 재단의 지원으로 개관하였다.[99] 모든 분관들을 통틀어 2018년 기준으로 모두 3,587,338권의 장서를 보유한다.[100]
- 학습 시설 : 교내 곳곳에 열람실과 스터디룸, 라운지와 같은 학습 시설이 분포한다.

- 서관(西館) : 문과대학은 1946년 9월 설립 이래 현재까지 모두 졸업생 2만 5천여명을 배출하였다.[101] 문과대학이 사용하는 서관은 1961년 6월에 준공했으며[9][102] 중앙광장의 서편에 위치한다. 건물 앞에 ‘서관’이라는 명칭은 없지만 ‘西館’과 동음어이면서 문과대학의 특성과 맞기 때문에 ‘서관’(書館, 책을 보관하는 건물을 의미)이라는 별칭을 널리 쓴다. 이 건물 꼭대기에는 4면 시계탑이 위치하며, 이는 1968년 쌍용그룹 회장  김성곤이 희사하였다.[103] 시계탑 규모가 커서 작업자가이 페달을 밟아 이 곳 시계탑을 작동한다는 등의 소문이 있지만[104], 사실은 이 건물 3층 기계실에 설치한 모터로 가동한다. 매일 정오에 이 곳 시계탑에서 ‘새야 새야 파랑새야’ 노래가 나온다. 녹두문대라는 별칭의 유래인 이 노래를 선곡한 이유가 학교측 공식적 기록에는 없지만 녹두장군 정신을 이어받자는 의미로 선곡했다는 의견을 비롯하여 아리랑보다 더 나아서 선곡했다는 의견 등이 있다.[88][103]

#### 자연계(이공계) 캠퍼스
자연계 캠퍼스에는 2006년 9월 완공한 하나스퀘어를 중심으로 공과대학, 이과대학, 정보통신대학, 생명과학대학, 보건과학대학, 정보대학의교수 연구실 및 강의실이 위치한다.
- 과학도서관과 하나스퀘어 : 1983년 9월에 개관[9]한 과학도서관은 자연계지역의 한가운데에 위치하며, 이공계 관련 서적은 대부분 이 곳에서 보유한다. 하나스퀘어는 하나은행에서 130억 원을 기부하여 건립된 지하 건축물로서,[105] 2006년 8월에 완공했다.[106][주 3] 과학도서관과 하나스퀘어는 서로 연결하여 지상으로 가지 않고도 이동 가능하다.

#### 녹지 캠퍼스

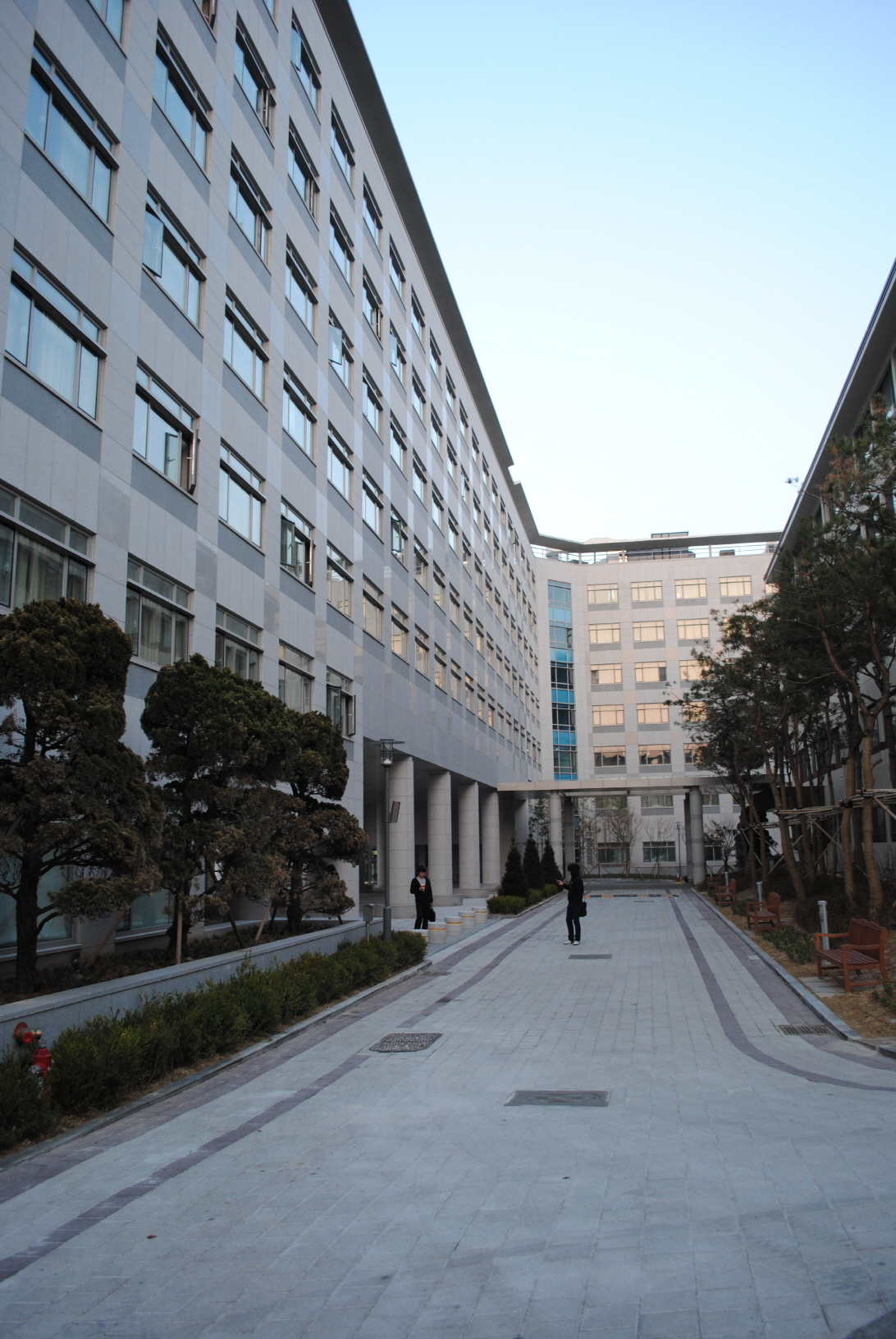
프런티어관 뒷쪽 모습

의과대학과 간호대학의 교수연구실이 위치하며 기숙사와 체육 시설 등이 있다. 모든 부지는 안암동에 속한다. 녹지운동장이 있어 ‘녹지 캠퍼스’로 부른다.
- 의료원 : 1971년 12월에 고려대학교는 1970년 장기발전계획을 따라 우석대학교 의과대학을 흡수 및 합병하였다.[9][108] 전라북도 완주군에 위치한 현재 우석대학교는 1979년에 설립한 대학으로 1971년 당시에 합병한 우석대학교 의과대학과는 관련이 없다.[109] CJ식품안전관 맞은편 안암병원은 고려대학교 의료원 산하 병원 세 곳 중 하나이며, 1971년 12월 고려중앙학원이 우석학원을 합병하고, 과거 혜화병원을 1991년 7월 22일에 현재 위치에 신축 이전[110]하여 현재에 이른다.[111][112] 혜화병원의 역사는 1938년 5월에 설립된 경성여자의학전문학교[113]의 부속 병원으로 1941년 9월에 문을 연 경성의전부속병원에 그 뿌리를 두며, 1948년 5월 서울여자의과대학 부속병원, 1957년 1월 수도의과대학 부속병원, 1967년 3월 우석대학교의과대 부속병원, 1971년 12월 고려대의대부속 우석병원을 거쳐 1976년 3월 고려대의대 부속병원으로 개칭하여 지금에 이른다.[112] 의료원 오른편에 위치한 건물은 의과대학과 간호대학이 사용하며 이들 건물 사이에 의학도서관이 위치한다. 현재 의과대학 건물 뒷 편에는 의학관 건물 신축공사를 진행한다. 자연계와 녹지를 잇는 길은 의료원의 오른편을 에둘러 지나가는 형태다. 의과대학에서는 시신을 기증한 고인들의 숭고한 뜻을 기리며 매해 4월 말에 의과대학 뒷편의 감은탑 앞에서 ‘감은제’를 거행하는데[114], 감은탑 앞이 협소하여서 이 행사를 진행할 때 부득이 녹지지역으로 향하는 길을 일시적으로 차단한다.
- KU R&D센터 : 1997년 8월 착공[115][116]하여 2000년 5월에 준공된 건물[117]로 생명공학원이라고 부르다가 생명과학관(녹지)로 명칭을 변경한 채 생명과학대학 생명과학부 및 생명공학부 교수 연구실 및 강의실이 위치한다. 생명과학부 학사지원부 또한 이 곳에 위치한다. 2015년 1월에 생명과학대학이 하나과학관 A동으로 이전하면서 이곳은 KU R&D센터로 명칭을 변경했다.
- 녹지운동장과 화정체육관 : 녹지운동장은 잔디 운동장으로, 예약해야 이용할 수 있다.[118] 매해 5월 응원단에서 주최하는 ‘입실렌티 지·야의 함성’을 이 곳에서 진행한다. 이 행사는 화정체육관 공사가 진행하기 이전에는 노천극장에서 진행했으나 공사로 인해 노천극장을 폐쇄하면서 녹지운동장으로 옮겼다. 화정체육관은 중앙광장, 백주년기념관과 더불어 고려대학교 100주년 기념 사업[38]으로 2006년 7월 25일 건립했으며, 고려중앙학원에서 공사비 262억원 전액을 출연하였다. 현승종 당시 고려중앙학원 이사장은 화정체육관 완공으로 “김병관 전 고려중앙학원 이사장이 약속한 고려대 캠퍼스 종합개발 3대 마스터플랜을 마무리했다”고 밝혔다.[119] 화정체육관 건립 이전에 이 곳에는 노천극장이 있었다.[120][121] 화정체육관에서는 리그 오브 레전드 챔피언스 코리아 2015섬머, 2019섬머 시즌의 결승전 등 많은 e스포츠 대회를 개최했다.

#### 정릉캠퍼스
정릉캠퍼스는 원래 우석대학교 의과대학/의과기술초급대학을 제외한 나머지 학과가 있던 캠퍼스였다. 1971년 고려대학교이 우석대학교 인수한 이후 2004년까지 고려대학교 병설 보건대학이 이곳에 위치했으나, 2005년 10월 25일 교육인적자원부가 고려대학교와 고려대학교 병설 보건대학의 통합을 승인하면서 고려대학교에 신규 단과대학인 보건과학대학을 이 곳에 신설했다. 정릉캠퍼스는 정의관, 진리관, 호림관, 학생회관, KU-MAGIC 연구원 등 5개의 건물로 구성한다. 고려대학교 사범대학 부속중학교 및 고려대학교 사범대학 부속고등학교 또한 정릉캠퍼스에 위치한다. 2015년에 보건과학대학은 안암동 자연계 캠퍼스에 신축한 하나과학관으로 모두 이전하였으며, 이에 따라 2016년부터 정릉캠퍼스는 KU-MAGIC(Medical Applied R&D Global Initiative Center) Project One의 연구시설로 사용한다.
- KU-MAGIC 연구원 : KU-MAGIC의 MAGIC(매직)은 ‘Medical Applied R&D Global Initiative Center’의 약자로 의료, 연구, 개발, 글로벌 네트워킹, 국책과제 수행, 사업화 등 다양한 분야에 걸친 거대한 프로젝트를 의미한다. 정릉캠퍼스는 KU-MAGIC Project One을 통해 첨단의료과학센터로 거듭날 예정이다.

### 세종캠퍼스(분교)

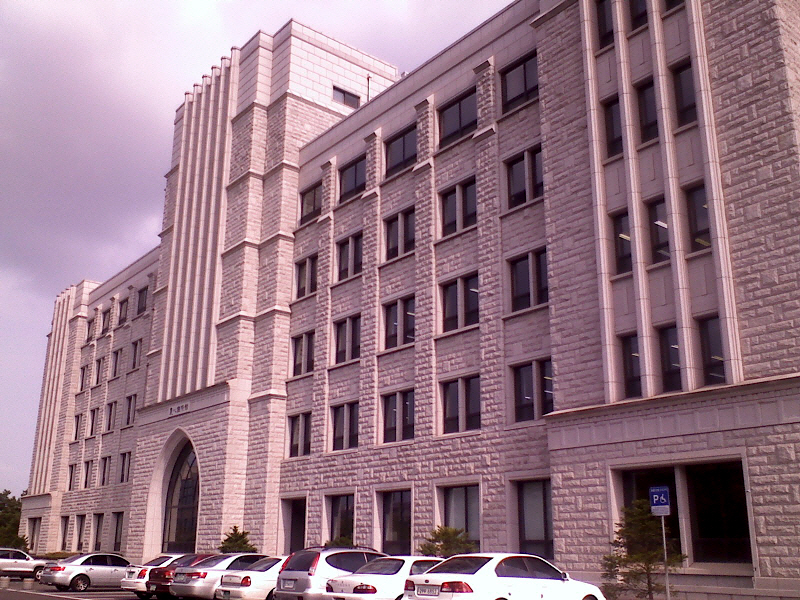
세종캠퍼스 농심국제관

세종특별자치시에 위치한 고려대학교의 분교이다. 일반적인 의미에서의 '고려대학교'는 서울캠퍼스만을 가리키는 것으로, 분교인 세종캠퍼스는 법적, 행정적으로 엄연히 다른 대학으로 취급한다. 1980년에 개교하였으며 2010년에는 개교 30주년을 맞았다. 기존의 명칭은 ‘서창캠퍼스’였으나, 2008년 3월에 현재의 이름으로 변경했다. 2011년에 문을 연 약학대학은 이 곳에 위치한다.
- 학술정보원 : 세종캠퍼스의 도서관으로서 정식명칭은 학술정보원이다. 건물 옥탑 4면 시계탑이 특징이다. 분관대출을 통해 안암에 위치한 자료를 상호 대차 이용하며 관련 홈페이지에서 열람실 좌석 현황을 확인한다.

### 의료원 및 기타 시설
고려대학교 의료원 산하에 안암병원과 구로병원, 안산병원 등 세 곳의 병원을 운영한다. 서울특별시 성북구 안암동, 안암병원은 1051병상을 가동하며, 서울특별시 구로구 구로동, 구로병원 또한 1057병상을, 경기도 안산시 단원구에 위치한 안산병원은 710병상을 가동한다. 구로병원은 1983년에 개원하였으며, 2008년에 증축 완료했다. 안산병원은 1985년에 개원했으며, 1998년 증축하면서 시설을 확대 및 개선하였다. 또한, 2013년 3월 26일 보건복지부가 발표한 10개의 연구중심병원으로 고려대학교 안암병원과 구로병원이 포함돼 유일하게 1개 대학에서 2곳의 병원을 선정했다.

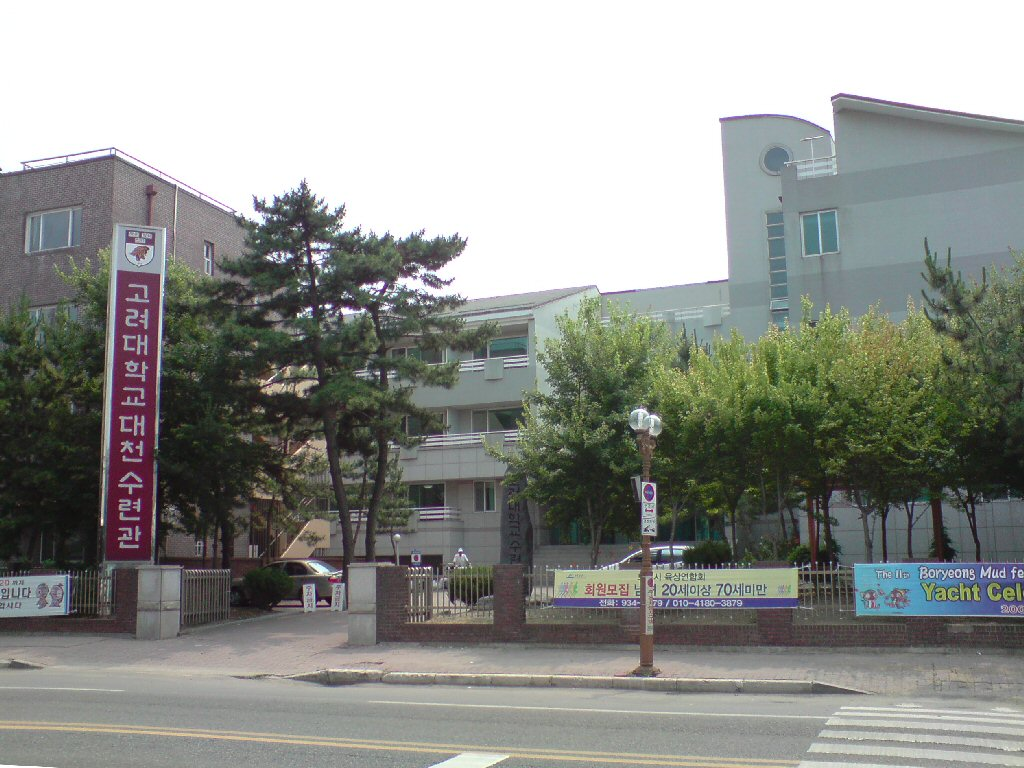
고려대학교 대천수련원

그 밖에 본교 소유의 시설 중 수련원 시설로는 강원도 양양군 양양읍에 위치한 낙산수련원, 충청남도 보령시 신흑동에 위치한 대천수련원, 전라남도 완도군 신지면에 위치한 완도수련원이 있으며 이 중 완도수련원은 2010년 8월 10일에 완공했다. 이 밖에 경기도 양주시 장흥면에 위치한 송추운동장, 경기도 남양주시 덕소읍에 위치한 덕소농장이 있다. 덕소농장에서는 참기름을 생산하만 상용화한 제품으로 판매하지 않으며, 교내에서만 선물용으로 판매한다.

### 서울캠퍼스 주변 상권
이전 초기에는 정문 앞과 제기동 주변이 학교 주변의 가장 주요한 상권이었으나 안암병원 개원과 더불어 개운사길의 복개를 완료하여 그 중심이 유흥 상권이 형성된 안암로터리 부근으로 이동하였다. 지하철 6호선 안암역 개통을 계기로 안암로터리 부근 상권이 안암역 사거리까지 확장하여 현재 참살이길을 형성하였다. 정경대학 후문을 24시간 개방하기 시작한 것도 이 무렵이다. 근래에 들어서 단순히 상권 위치만 옮겨간 것은 아니다. 과거에는 식사시간이면 밥집 앞에 길게 들어선 기다리는 줄이 일반적인 풍경이었지만 학생들의 식생활 변화와 연이은 물가 상승 등으로 학교 주변 밥집들이 상당한 위기를 겪는다고 한다. 2010년대 초반에는 정문 앞 캠퍼스타운 개발 문제로 이해관계가 첨예하게 맞섰다.

## 주요 학생 단체

### 총학생회
총학생회는 학교 당국과 독립적인 학생들의 요구를 대외적으로 관철시키기 위한 학생자치기구이다. 총학생회의 기원은 이승만 정권 당시 존재한 중앙학도호국단의 해체와 관련이 깊다. 1960년 4·19 혁명 후 학생들은 1949년 9월 이승만 정권 당시 대통령령 86호로 결성된 학도호국단과 관련하여 ‘어용기구인 중앙학도호국단에서 탈퇴하여 이의 해산을 강력히 주장한다’고 선언하였으며, 이와 같은 주장이 5월 4일 국무회의를 통해 실현된 것이 현재 총학생회의 기원이다. 1965년 교칙위반을 이유로 활동정지 처분되는 사건이 있었으며 1975년 6월에는 군사정권에 의해 강제로 학도호국단으로 재편되는 수모를 겪는 등 탄압으로 인해 그 명맥이 끊어질 뻔한 적도 있었으나 1984년 학도호국단을 폐지한 이래 매년 선거로 총학생회가 선출되고 있으며 2019년에는 51대 총학생회 ‘SYNERGY’가 활동하였고, 2020~21년에는 총학생회 중앙비상대책위원회가 활동하고 있다. 학생처가 총학생회 활동의 지원을 담당하고 있으며 학생 복지를 관장하는 기구로 학생복지위원회라는 별도의 기구가 존재한다.

### 학내 공식 언론단체

서울캠퍼스 풍경

- 고대신문(주간신문) : 1947년 창간[144]돼 학생 주도로 발행하는 고려대학교의 주간 교내신문으로, 발행비용은 학교 당국이 보조한다. 1960년 4월 2일 ‘우리는 행동성이 결여된 기형적 지식인을 배격한다’며 학생들이 독재정권에 저항할 것을 호소한 날카로운 사설[145]은 4·18 고대생 의거의 촉매제가 된 명문으로 유명하며, 1975년 긴급조치 제7호 당시 학교 앞에 진주한 군대를 상대로 학생들이 교문을 막고 서 있는 사진과 함께 실린 ‘고대의 문은 누구도 닫을 수 없습니다’라는 광고는 수많은 교우들의 심금을 울리기도 하였다.[13] 그러나 최근 들어 특정 주제에 대한 깊이 있는 기사보다는 학내 뉴스 위주로 1면을 내보내고 있다는 비판이 존재한다.[146] 서울대학교에서 발생한 대학신문 학생기자단의 편집권 투쟁[147]과 관련해 학생기자들의 투쟁을 촉구하는 의견이 게재되기도 하였다.[148] 한편 편집권 관련 분쟁으로 인해 서울대학교 대학신문의 2004년 11월 15일자 신문은 정상적으로 발행되지 않았다.[149] 1998년부터 인터넷 고대신문이 발행됨에 따라 인터넷으로도, 고대신문의 기사 내용을 확인할 수 있게 됐다. 2006년부터는 인터넷 고대 신문 쿠키라는 이름으로 미디어 포탈로 영역을 확장하였다.[144] 신문사는 홍보관 건물 2층에 위치하고 있다.
- 고대문화(계간지) : 1945년에 창간된 고려대학교의 교지이다. 본래 학기마다 1회 발행하였으나, 2003년부터 월간으로 전환하였다가[150] 2010년부터는 계간으로 전환돼 발행 중이다.[151] 고대신문과 달리 학생들이 납부하는 교지대에 의존해 발행한다. ‘세계를 변혁하는 대항언론’을 표어로 하고 있으며, 학내외 여러 사안에 대한 비판적인 목소리를 많이 낸다.[152] 또한 총학생회 계열의 학생운동 세력과 다른 대안적인 주장을 하는 것으로 잘 알려져 있다. 학생회비의 일부를 구성하고 있는 교지대는 등록금과 함께 학교당국이 수납을 대행하는 일괄납부 방식이었으나, 일부 학생들의 반발로 2005년 2학기부터 분리납부로 전환됐다.[39]
- The Granite Tower : 학내 영자신문사인 《The Granite Tower》는 YBM 창립자 민영빈에 의해서 1954년에 창간하였으며 고려대학교 유일의 영자 매체이다. 1997년에 온라인 서비스를 시작하였다.[153] 신문사의 위치는 홍보관 2층이다.
- KUBS·KTN·KUTV·KDBS : 교내종합방송국인 KUBS는 학교 기관인 교육매체실[154] 소속의 방송국으로 정식 명칭은 고려대학교 교육방송국이다. 아침, 점심, 저녁으로 라디오 방송을 내보내고 정기적인 영상프로그램 제작을 한다. 고연전, 석탑대동제와 같은 기간에도 활동하며, 학내 특별 사안이 있을 때에는 특별방송을 한다. KUBS의 방송은 인터넷으로도 보고들을 수 있다.[155]. 방송국은 홍보관 건물 2층에 위치하고 있다. 교내 TV 방송 부분을 담당하고 있는 KTN은 학교 기관인 교육매체실[154] 소속의 방송국으로 정식 명칭은 고려대학교 TV 방송국이다. 교내 행사의 영상 기록을 하고, 정규 프로그램을 만들어 송출하며[156], 교내 케이블TV 채널 4번을 통해 24시간 방송을 한다. 방송국은 홍보관 건물 4층에 위치하고 있다. TV 방송만을 다루는 KUTV는 자치언론협의회 소속의 학생 자치방송국이다.[157] 학내 곳곳에 설치된 TV를 통해 아침, 점심으로 방송을 하며,[158] 정규 방송은 1주일 단위로 편집된다.[159] 방송국은 홍보관 건물 3층에 위치하고 있다. 이와 별도로 세종캠퍼스내 학교 부속 언론기관[160]인 KDBS도 운영되고 있다.
- 석순(여성주의 교지) : 1983년부터 시작된 여성주의 교지로, 《고대문화》와 더불어 학생회비의 일부를 구성하는 교지대에 의해 운영된다. 《고대문화》와 마찬가지로 교지대 강제 징수를 둘러싸고 진통을 겪었다.[39] 학기당 1회 발행하며, 학내외 여성주의 문제 전반을 다룬다.

### 동아리
고려대학교의 동아리는 인문계 캠퍼스 학생회관에 동아리방이 있는 고려대학교 동아리연합회 소속의 중앙동아리와 자연계 캠퍼스 애기능학생회관에 동아리방이 있는 고려대학교 애기능동아리연합회 소속의 애기능중앙동아리로 나뉘며, 두 동아리연합은 동격이다. 이 외에도 단과대, 학과별 동아리도 존재한다.

### 기타
- 고려대학교 교환학생 교류회(KUBA) : 고려대학교 교환학생 교류회 KUBA는 ‘Korea University Buddy Assistants’의 약자로 외국인 교환학생/방문학생들의 학사와 생활전반에 걸친 정착을 돕는 고려대학교 국제처 산하 자원봉사 단체다. 고려대학교를 전 세계에 알림과 동시에 외국인 학생들이 대한민국과 고려대학교 생활에 빠르게 적응하도록 도움을 주고, 이를 통해 국경을 초월한 우정과 문화 교류를 목적으로 한다. 주요 활동으로는 버디매칭과 조별활동, Language exchange, 매달 다양한 주제의 미션 수행, 축제 및 각종 문화행사(웰커밍 파티, 필드데이, 입실렌티/고연전, International Students' Festival, 페어웰 파티) 등이 있다.[161]
- 고려대학교 응원단 : 고려대학교 응원단은 1927년 11월 처음 열었던 보연전 시절부터 비공식적인 단체로 시작하여, 1968년부터 교내의 공식적인 단체가 되었다. 정기 및 비정기 고연전[162]을 이끌며, 고려대학교가 참여하는 스포츠 행사, ‘입실렌티 지·야의 함성’[163] 등에서 응원을 담당한다.[164]
- 고려대학교 학생홍보대사 여울 : 고려대학교 대외협력처 홍보팀 소속이며, 재학생들이 구성한 교내 공식 홍보단체이다. 1998년 9월 1기가 선발[165]한 이래 2012년 기준으로 14기를 선발하였고, 여러 가지 활동을 한다. 고려대학교를 방문하는 일반인들에게 캠퍼스 견학을 제공하고, 입학식과 졸업식, 비전 선포식 등 교내외 다양한 행사에 참여하여 고려대학교의 우수성을 널리 알리는 일에 앞장선다.
- 고려대학교 세종캠퍼스 학생홍보대사 홍랑 : 분교인 세종캠퍼스는 ‘홍랑’이라는 별도의 학생홍보대사를 운영한다.
- 생활도서관 : 타 대학 학생 또는 일반 시민에게도 개방하며 운영 전반에 걸친 부분을 학교의 간섭을 받지 않고 학생들 스스로 해결하는 생활도서관이다. 생활도서관을 1990년 5월 전국 대학 최초로 설립했다.[166][167] 2003년에는 장애인권위원회, 언론자치활동모임 불한당과 함께 ‘올리브’(OLIB) 운동이라는 대학도서관 개방운동에 참가하였다. 이화여자대학교의 ‘올리버’(OLIBER) 운동과 같은 흐름인 이 운동으로 생활도서관은 대학 도서관 완고한 장벽의 철폐를 주장하였다. 한편 이와 같은 움직임에 열람실이 턱없이 부족한 이유로 일부 학생들의 반발 또한 있었다.[168][169]
- 고전음악감상실 : 1978년 처음 만들었고, 여전히 학생들의 휴식공간 등 역할을 담당한다. 다양한 장르의 고전음악과 이에 관한 설명을 하며, 신청곡을 받아 음익을 제공한다.[170] 홍보관 1층에 있었고, 현재는 중앙광장 120호로 자리를 옮겼다. 이로 인해 평일 오전 10시 30분부터 오후 6시까지였던 감상실 운영이 정오부터 오후 2시까지로 줄었다. 옮긴 공간에서 수업도 진행하므로 운영시간이 줄었다. 이런 문제점로 감상실 측에서 2011년 2월부터 재학생 커뮤니티인 고파스에서 ‘24시간 클래식 음악방송’을 진행했지만 현재는 제공하지 않는다.[171]
- 재학생 커뮤니티 : 세종캠퍼스 재학생들을 대상으로 쿠플존을 운영하며, 서울캠퍼스 재학생 대상으로 고파스를 운영한다.

## 연례행사

### 사발식
사발식(沙鉢式)은 커다란 사발에 부어진 막걸리를 선배들이 불러주는 ‘막걸리찬가’에 맞추어 신입생들이 마시는 행사를 말하며, 고려대학교의 교우로 남기 위해서는 원칙적으로 거쳐야 하는 관문이다. 이처럼 오랜 역사를 지닌 사발식의 기원이 언제부터였는지에 대해서 의견이 분분하지만 이와 같은 문화가 1970년대 즈음에 생겨났다는 증언이 존재한다. 신입생환영회에서 많은 양의 막걸리를 마시도록 하는 것에는 “그간의 획일화된 교육과 얽매인 생활의 묵은 때를 모두 토해 비워버리고 학문의 진리와 민족의 정의를 위해 나아가는 고대인이 되라”는 의미가 담겨있다고 한다.

### 동아리 박람회
동아리 박람회(-博覽會; 약칭 '동박')는 고려대학교에 소속된 각 동아리들이 학부 신입생들에게 홍보를 하는 행사이다. 매년 3월 중에, 고려대학교 중앙동아리연합회 주최의 동아리 박람회와 애기능동아리연합회 주최의 동아리 박람회가 각각 이틀 간 민주광장과 애기능학생회관 앞에서 열린다. 2010년 3월 기준으로 모두 185개의 동아리가 교내에 등록돼 있다. 동아리 구성원들은 박람회 외에도 포스터나 공연, 콘서트, 지인을 통한 여러 홍보활동을 통해 그들이 속한 동아리를 알린다. 일정한 자격 요건을 갖추고, 전체동아리대표자회의를 거쳐 가등록과 정식 등록 절차를 거친 동아리는 중앙동아리로 활동할 수 있으며, 이미 등록된 동아리들도 매년 재등록신청서를 작성하여야 한다. 애기능동아리연합회 소속의 동아리로 활동하고자 할 때도 비슷한 절차를 거치게 된다. 중앙동아리로 인가를 받으면 동아리방을 배정받고 학교의 지원금을 받게 되는데, 교비를 지원받으려면 정해진 기간 내에 교비 지원 신청을 해야 한다.

### 4·18 기념 마라톤과 구국 대장정
매년 4월 18일에는 4·19 혁명의 도화선이 됐던 4·18 의거를 기념하기 위해 4·18 기념 마라톤과 구국대장정을 진행한다. 헌화 행사에 이어 오전에는 기념 마라톤이, 오후에는 구국대장정이 진행된다. 기념 마라톤은 1969년 당시 총학생회에서 처음으로 만든 이래 현재까지 꾸준히 이어져 내려오고 있으며, 학교를 출발하여 국립 4·19 묘지를 거쳐 다시 학교로 돌아오는 총 16.2km의 코스로 구성돼 있다. 최종 목적지가 국립 4·19 묘지로 설정되어 있는 것에는 4·18이 4·19 정신으로 이어진다는 의미가 담겨 있다. 이와 같은 행사는 1980년대 군사정권 시절에도 이어져 마라톤이라는 형식을 빌려 불의에 맞서 싸우는 기능 또한 담당하였다. 구국대장정은 각 단과대별로 모여 교내 중앙광장을 출발하여 수유동 국립 4·19 묘지까지 행진한 다음, 4·19 기념탑에서 참배한 후 학교로 다시 돌아오는 형식을 띄는 행사로, 이 행사 또한 1969년에 처음으로 개최됐다. 행사 초기에는 시민들의 불편을 우려하여 참가자 수에 제한을 두었으나 1984년부터 이 제한이 폐지됐다. 이 행사에서의 구호는 해당연도의 이슈 또는 시대적인 변화가 반영된 것으로, 이를 구호뿐만 아니라 팜플렛을 통해서도 시민들과 공유하고 있다. 선배들의 정신을 계승한다기보다는 고대생이 되기 위한 하나의 절차 정도로 인식되는 것과 관련하여 알맹이가 빠져 있다는 의견들이 존재하는 반면, 꾸준히 행사를 이어나가고 있다는 점을 긍정적으로 보는 시각 또한 존재한다.

### 석탑대동제
매년 5월 중에는 석탑대동제(石塔大同祭)라는 이름의 학생 축제가 열린다. 1962년 5월 4일부터 3일간 개최된 ‘석탑축전’이 이 행사의 연원으로 알려져 있는데, 여기서 ‘석탑’이라는 이름은 당시 본교 교수로 재직 중이던 조지훈이 지었다고 한다. 석탑축전이 ‘대동제’라는 이름으로 불리기 시작한 것은 1984년의 일이다. 대동제(帶同祭)라는 의미는 직역을 하면, 어떤 사람이 다른 사람을 함께 데리고 가는 것 + 추모하는 제(祭)를 지내는 의미가 함축되어 있다. 대한민국의 민주화를 위한 대학생들이 독재정권 항쟁 과정에서 죽임을 당한 학생들을 추모하면서 살아있는 학샐들의 참여 의식을 고취하기 위한 것이었다. 당시 독재 정권에 의해 의문의 죽음을 당한 학생들을 추모하는 합동위령굿 등을 지내면서 3년 후인 1987년에는 전국 대부분의 대학에서 대동제라는 이름으로 축제를 열 정도로 ‘대동제’라는 이름은 대학가 전역에 널리 퍼져나갔다. 인문대학 사회학과 교수로 재직 중인 정태환은 ‘교내 구성원 간에 소속감과 일체감을 느낀다는 면에서 스트레스 해방구 이상의 의미를 지닌다’면서 교내 축제에 그 의미를 부여하였다. 1956년 개교기념일엔 대한민국 정부 수립 이후 최초의 민주화 투쟁이 발생하는등 개교 기념일에 여러 가지 이벤트가 발생하였다. 석탑대동제는 개교기념일의 대표 행사였으나 2000년대 들어 개최기간이 길게는 3주까지 미뤄지며 개교기념일과의 거리가 멀어졌다. 대동제 기간에는 여러 학과/반 학생회와 동아리에서 주점을 비롯한 각종 이벤트들이 교내 곳곳에서 개최되며, 주요 행사 일정은 교내에 비치된 고대신문 등을 통해 확인할 수 있다. 대동제 기간에 애기능 지역에서는 애기능동아리연합회의 주도로 별도의 행사가 열리며 2011년의 경우 공과대, 생명대, 이과대, 보과대, 정통대의 5개 단과대학이 참여하여 노벨광장을 주 무대로 ‘Sound Festival’(사운드 페스티벌)과 ‘애기능 실루엣 가요제’, ‘애기능 요리 경연대회’ 등과 더불어 각종 가수들의 축하공연이 펼쳐졌다.

### 입실렌티 지·야의 함성

2011년 입실렌티 무대의 모습

입실렌티 지·야의 함성(Ipselenti: 知野의 喊聲)은 주로 석탑대동제 마지막 날 저녁을 기해 고려대학교 응원단이 주최하는 응원제로 2011년에 34회째를 맞았다. ‘입실렌티’(Ipselenti)란 보성전문학교 시절부터 사용된 고려대학교의 교호(校號)의 일부이며, ‘지·야’란 지성(知性)과 야성(野性)을 가리킨다. 학우들의 참여 프로그램, 초청 연예인들의 공연과 응원제 프로그램으로 이루어져 있으며, 교가와 교호로 행사를 마무리한다. 교가와 교호로 행사를 마무리하는 방식은 입실렌티 이외의 공식적인 행사에서도 일반적이다.
- 응원곡 : 고려대학교 응원단에서는 매년 고연전 오티를 기해 응원곡 신곡을 발표하고 있다.[191] 응원 문화가 현재와 같은 형태를 띄게 된 것은 1968년 응원단이 조직된 이후의 일이다. ‘뱃노래’가 체계를 갖춘 최초의 응원곡으로 기록되고 있으며, 이 곡은 1974년에 발표됐다. 1981년에 발표된 ‘엘리제’에는 당시의 디스코 문화가 반영돼 있으며, 이듬해인 1982년에 발표된 ‘석탑’에는 반정부 정서가 가미돼 있다.[192] 2003년에 발표된 ‘민족의 아리아’[193][194]와 2007년에 발표된 ‘들어라 보아라 그리고 기억하라’와 ‘Forever’, ‘캉캉’ 또한 많은 인기를 얻었다. 최근에는 밝고 경쾌한 분위기의 동작들이 가미된 응원곡들 또한 등장하고 있다. 응원단 측에서는 응원곡을 제작 및 발표할 때 얼마나 많이 불릴지를 예측해서 이들을 3개의 등급으로 분류한다고 한다.[192]
- 교가와 교호 : 현재 사용되고 있는 교가[188]는 1955년에 개교 50주년을 맞아 제정된 것이다.[195] 작사는 조지훈[196], 작곡은 윤이상이 맡았다.[197] 교호는 1922년 구 교가(이광수 작사, 김영환 작곡)와 같은 시기에 만들어졌다. 즉, 보성전문학교 시절에 제정된 것이다. 그래서 후렴구가 고려대학이 아닌 보전(Pojun, 보성전문)으로 표기돼 있다[198].

YELL

Ipse Lenti Je Hook

Kashe Koshe Koshe Koo

Kalmazoo Kezoo Kezoo 

Pojun Pojun

Kalma Keshi Pojun

교명이 고려대학교로 개명된 뒤, 교호는 아래와 같이 수정됐다.
교호

입실렌티, 체이홉

카시코시 코시코

칼마시 케시케시 고려대학

칼마시 케시케시 고려대학

고려대학교 교호는 입실렌티(알렉산드로스 입실란티스), 체이홉(안톤 체호프? 동명이인 체호프?), 카시코시 코시코(타데우시 코시치우슈코? 그리스 카시코시우스?), 칼마시(카를 마르크스)까지 모두 네 사람이 계시는(케시케시) 의미이다. 이들은 출생 연대는 서로 다르지만 사회 저항비판 의식이 강했던 인물들이다. 따라서 교호를 만든 사람은 입실렌티, 체이홉, 카시케시 코시코에게 순서에 관계없이 ‘자유’, ‘정의’, ‘진리’라는 교훈(校訓)을 부여해 고대생에게 사회 저항의식을 가져야 함을 역설하고 있다.

### 고연전
고연전은 애교심을 고양하고 고려대학교와 연세대학교 양교의 친선을 도모하기 위한 목적으로 스포츠 경기를 비롯한 강연, 온라인 게임, 사회공헌활동과 같은 다양한 분야에서 연세대학교와 승부를 겨루는 행사 일체를 의미한다. 영국의 옥스퍼드 대학교와 케임브리지 대학교의 ‘옥스브릿지(Ox-Bridge)전(戰)’과 일본의 와세다 대학과 게이오기주쿠 대학의 ‘소케이센’(早慶戦) 등과 유사한 형태이다. 고연전은 매년 9월에 연세대학교 5개 종목의 운동부 선수들과 맞붙는 ‘정기 고연전’ 과 정기 고연전 이외의 기간에 열리는 ‘비정기 고연전’으로 크게 나누어볼 수 있으며, 이와 관련하여 교내에 축구부, 럭비부, 야구부, 농구부, 아이스하키부 등 5개 종목의 스포츠단체가 활동하고 있다. 흔히 일컬어지는 ‘고연전’이라는 명칭은 ‘정기 고연전’을 의미하며, 아래에 이어지는 설명도 ‘정기 고연전’에 관한 것이다.
- 고연전의 역사 : 고려대학교의 전신인 보성전문학교와 연세대학교의 전신인 연희전문학교는 1925년 5월 30일에 열린 조선체육회 주최 ‘제5회 전조선(全朝鮮) 정구대회’에서 처음으로 맞붙었다. 양교의 실질적인 첫 전면시합이 열린 것은 1927년 경성운동장에서 거행된 제8회 전조선 축구대회 준결승에서의 보성전문학교 축구부와 연희전문학교 축구부의 대결이었다. 1943년에 징병제가 실시돼 시합이 중지되기 전까지 보성전문학교는 연희전문학교를 상대로 축구대회에서 31전 17승 14패를, 농구대회에서 62전 30승 32패를 기록하였다.[208] 정기전은 광복 이후 1945년 12월 21일부터 이틀간 열린 ‘제1회 보연 OB 축구대회’를 통해 부활하였다. 이듬해인 1946년에는 양교의 교명이 바뀌었으며[7][209][210] 이에 따라 ‘보연전’이라는 명칭 또한 ‘고연전’으로 바뀌었다. 1946년부터는 축구와 농구의 재학생 간 정기전이 매년 열리게 됐고, 1956년에는 야구, 럭비, 빙구의 세 종목이 추가됐다. 오늘날과 같은 규모의 고연전 기틀이 마련된 것은 1959년의 일이다. 1961년부터 1964년까지는 5·16 군사 정변 등의 이유로 정기전이 열리지 않았다.[208] 1965년부터는 이틀 동안 다섯 경기가 일제히 치러지는 지금과 같은 경기방식이 완전히 자리를 잡았으며, 1970년대 중반부터 점차 고연전 때 붉은색 티셔츠를 입기 시작하였다.[211] 한동안 ‘민족해방제’라는 이름으로 불리기도 한[212] 역대 정기 고연전 전적은 다음과 같다.
- 정기전의 명칭과 일정 : 매년 9월에 열리는 정기전(정기친선경기대회)은 고연 양교가 매년 번갈아 주관한다. 정기전의 공식적인 명칭은 정기전을 주최하는 학교의 이름을 뒤에 붙이는 방식으로 정해지는데, 연세대학교가 주최하는 정기전 행사인 경우 ‘고연전’이 정식 명칭이 되는 식이다.[213] 그러나 정식 명칭은 실질적으로 방송 중계나 신문 보도 등의 공식 석상에만 사용될 뿐이며, 고려대학교에서는 고연전, 연세대학교에서는 연고전이라는 명칭으로 통용된다.[214] 고연전을 며칠 앞두고 세종 오리엔테이션과 서울 오리엔테이션, 합동 오리엔테이션이 각각 진행되며[215], 정기 고연전이 끝난 후에는 교우회 주최로 선후배 간의 화합의 장인 ‘1905 페스티벌’이 열린다. 이 행사는 동기회, 학과 교우회, 졸업생 개인이 학교 인근 주점을 예약해 후배들과 대화의 장을 마련하는 행사로, 68학번 동기회가 참살이길의 삼성통닭을 통째로 빌린 것이 그 시초이다.[216][217]

## 운동부
축구, 야구, 농구, 아이스하키, 럭비 등 여러 종목의 운동부를 운영하고 있다.

## 교우회 및 동문
- 고려대학교 교우회 : 고려대학교 출신 교우들 모임인 고려대학교 교우회는 1907년 1월 대한민국 최초 대학 동문회인 ‘보전 친목회’로 창립했다. 초대회장은 조성구(趙聲九)가 맡았으며[218] 현재 교우회장은 승명호(무역학과, 74학번)이다. 호남향우회, 해병전우회와 더불어 특별한 유대와 결속을 자랑하는 3대 모임의 하나로 부를 정도로 대한민국 사회에서 상당히 강한 결속력을 발휘한다. 이러한 결속력은 이명박 대통령 출마와 당선 과정에서도 확인했지만, 1990년대 후반 들어 입학생들 구성이 변화하여 현재의 결속력은 향후 약화한다는 관측도 있다.[219][220] 2010년 6월에는 교우회장 자리를 맡고 있던 천신일 세중나모여행 회장이 구속되는 사건이 발생하였으며[221], 이는 2011년 4월 28일에 개최한 대의원 정기총회 자리에서 구천서 차기 교우회장 후보의 인준 안건 부결에 영향을 미쳤다.[222] 교우회관 건물은 1994년 9월 29일에 착공하여 1996년 5월 30일에 문을 연었으며[223] 사범대학 동쪽에 위치한다.
- 고려대학교 동문 중엔 기업인이 많은데 2014년엔 대한민국 재벌기업 경영자의 상당수가 고려대학교 경영학과 출신이란 언론 보도가 나왔다.[224]

### 내용주
1. ↑  인문사회계의 진입공간은 ‘2005 서울사랑시민상 환경부문’의 조경생태 부문에서 수상한 바 있다.[81]
2. ↑  중앙광장은 서울시가 주는 ‘올해의 조경상’을 수상한 바 있다.[92]
3. ↑  하나스퀘어 건물은 2007년에 한국건축문화대상을 수상한 바 있다.[107]

## 같이 보기
- 고려대학교 세종캠퍼스
- 고려대학교 축구단
- 보성전문학교 육상단
- 보성전문학교 정구단
- 4·18 고려대학생 피습 사건
- 고파스
- 동아일보
- 스카이 (대학교)
- 연세대학교
- 와세다 대학